# Ботет, Хавьер
Хавьер Ботет Лопес (исп. Javier Botet López, род. 30 июля 1977) — испанский актёр. В связи с врождённым заболеванием синдрома Марфана отличается очень высоким ростом и крайней худобой, и часто привлекается для анимирования разных фантастических персонажей.

## Биография
Родился в Сьюдад-Реале 30 июля 1977 году. Отец — Агустин Андрес Ботет Родригес (исп. Agustín Andrés Botet Rodríguez), мать — Мария дель Кармен Сервилия Лопес Ньето (María del Carmen Servilia López Nieto). В пять лет у Хавьера был диагностирован синдром Марфана.
Уникальные физические данные Ботета в сочетании с его интересом к исполнительскому искусству привели к его первой роли в фильме «В тихом омуте» 2005 года Брайана Юзны. Два года спустя он сыграл роль Тристаны Медейруш в фильме «Репортаж» режиссёров Жауме Балагеро и Пако Пласа. Также снимался в телевизионных сериалах, таких как «Звёздный путь: Дискавери» (в роли инопланетянина Ба'ул) и «Игра престолов» (в роли упыря в эпизоде «Долгая Ночь»).
Также играет в театре: в 2010 году исполнил роль чудовища Франкенштейна в постановке Театроса дель Канала.

## Фильмография
| Год  |   | Русское название                        | Оригинальное название             | Роль                       |
| ---- | - | --------------------------------------- | --------------------------------- | -------------------------- |
| 2005 | ф | В тихом омуте                           | Beneath Still Waters              | гуманоид                   |
| 2007 | ф | Репортаж                                | REC                               | Тристана Медейруш          |
| 2009 | ф | Репортаж из преисподней                 | REC 2                             | Тристана Медейруш          |
| 2012 | ф | Репортаж со свадьбы                     | REC 3: Génesis                    | Тристана Медейруш          |
| 2013 | ф | Мама                                    | Mama                              | мама                       |
| 2013 | ф | Ведьмы из Сугаррамурди                  | Las brujas de Zugarramurdi        | Луис Мигель («Луисми»)     |
| 2015 | ф | Багровый пик                            | Crimson Peak                      | Энола / Маргарет / Памела  |
| 2016 | ф | По ту сторону двери                     | The Other Side of the Door        | Мирту                      |
| 2016 | ф | Заклятие 2                              | The Conjuring 2                   | Горбун                     |
| 2016 | ф | Не стучи дважды                         | Don't Knock Twice                 | демон                      |
| 2017 | ф | Мумия                                   | The Mummy                         | Сет                        |
| 2017 | ф | Заклятье. Наши дни                      | The Crucifixion                   | безликий человек           |
| 2017 | ф | Чужой: Завет                            | Alien: Covenant                   | ксеноморф                  |
| 2017 | ф | Оно                                     | It                                | прокажённый / бродяга      |
| 2018 | ф | Астрал 4: Последний ключ                | Insidious: The Last Key           | Ключевое лицо              |
| 2018 | ф | Слендермен                              | Slender Man                       | Слендермен                 |
| 2018 | ф | Мара. Пожиратель снов                   | Mara                              | Мара                       |
| 2019 | с | Звёздный путь: Дискавери                | Star Trek: Discovery              | Ба'ул                      |
| 2019 | с | Игра престолов: Долгая Ночь             | Game of Thrones                   | упырь                      |
| 2019 | ф | Страшные истории для рассказа в темноте | Scary Stories to Tell in the Dark | Большой палец              |
| 2019 | ф | Пункт назначения: Смайл                 | Polaroid                          | существо                   |
| 2019 | ф | Оно 2                                   | It Chapter Two                    | прокажённый / ведьма       |
| 2020 | ф | Заклятье. Дом 32                        | Malasaña 32                       | старейшина / администратор |
| 2020 | ф | Его дом                                 | His House                         | ведьмак Апет               |
| 2020 | ф | Я слышу голоса                          | Voices \ Don't Listen             | клиент библиотеки          |
| 2023 | ф | Последнее путешествие «Деметра»         | Last Voyage of the Demeter        | Дракула                    |